# Yany Prado
Yany Prado (ur. 2 stycznia 1991) – kubańska aktorka. Znana z roli Génesis w telenoweli „La doble vida de Estela Carrillo”, za którą otrzymała nominację do nagrody Premios TVyNovelas w 2018 roku.

## Filmografia
| Rok       | Tytuł                            | Rola                 | Uwagi       |
| --------- | -------------------------------- | -------------------- | ----------- |
| 2010–2014 | Cudowna róża                     | różne role           | 4 odcinki   |
| 2015      | Como dice el dicho               | Pamela               | 1 odcinek   |
| 2017      | La doble vida de Estela Carrillo | Génesis              | Główna rola |
| 2018      | Tres Milagros                    | Luz María „La Negra” | Główna rola |
| 2019      | Ringo                            | La Luchis            |             |
| 2019      | La reina soy yo                  | Irma „El Huracán”    | Główna rola |
| 2021      | Sky Rojo                         | Gina                 | Główna rola |

## Nagrody i nominacje
| Rok  | Nagroda            | Kategoria               | Tytuł                            | Rezultat  | Źródło |
| ---- | ------------------ | ----------------------- | -------------------------------- | --------- | ------ |
| 2018 | Premios TVyNovelas | Najlepsza młoda aktorka | La doble vida de Estela Carrillo | Nominacja | [ 2 ]  |